# Honda NSR 125 R
Die NSR 125 R ist ein Leichtkraftrad mit Zweitaktmotor, das von 1988 bis 2003 von Honda gebaut wurde. Nachfolger der NSR ist die Honda CBR 125 R mit Viertaktmotor. In vielen äußerlichen Details gleicht sie der Honda NR 750.
Die NSR 125 R hat einen Einzylinder-Zweitaktmotor mit 125 cm³ Hubraum und einer Leistung von 11 kW (15 PS). Die offene Version hat nach Herstellerangaben
21 kW (28 PS); die JC 22 ab Baujahr 1994 hat den gleichen Motor wie das Modell JC 20 vor 1994, allerdings mit unterschiedlichen Zylindersätzen. Die Modelle JC 20 und JC 22 können sowohl mit dem A1-Schein (gedrosselt auf 11 kW (15 PS), ab 16 Jahren) als auch mit dem A2- oder A-Schein (ungedrosselt) gefahren werden. Zum Baujahr 2000 wurde das Design überarbeitet. Die Beschriftungen auf den Griffen und auf dem Armaturenbrett wurden durch kleine Zeichen ersetzt.

Auffällig ist die weich gefederte Gabel und die markante Lichtmaske der NSR.  

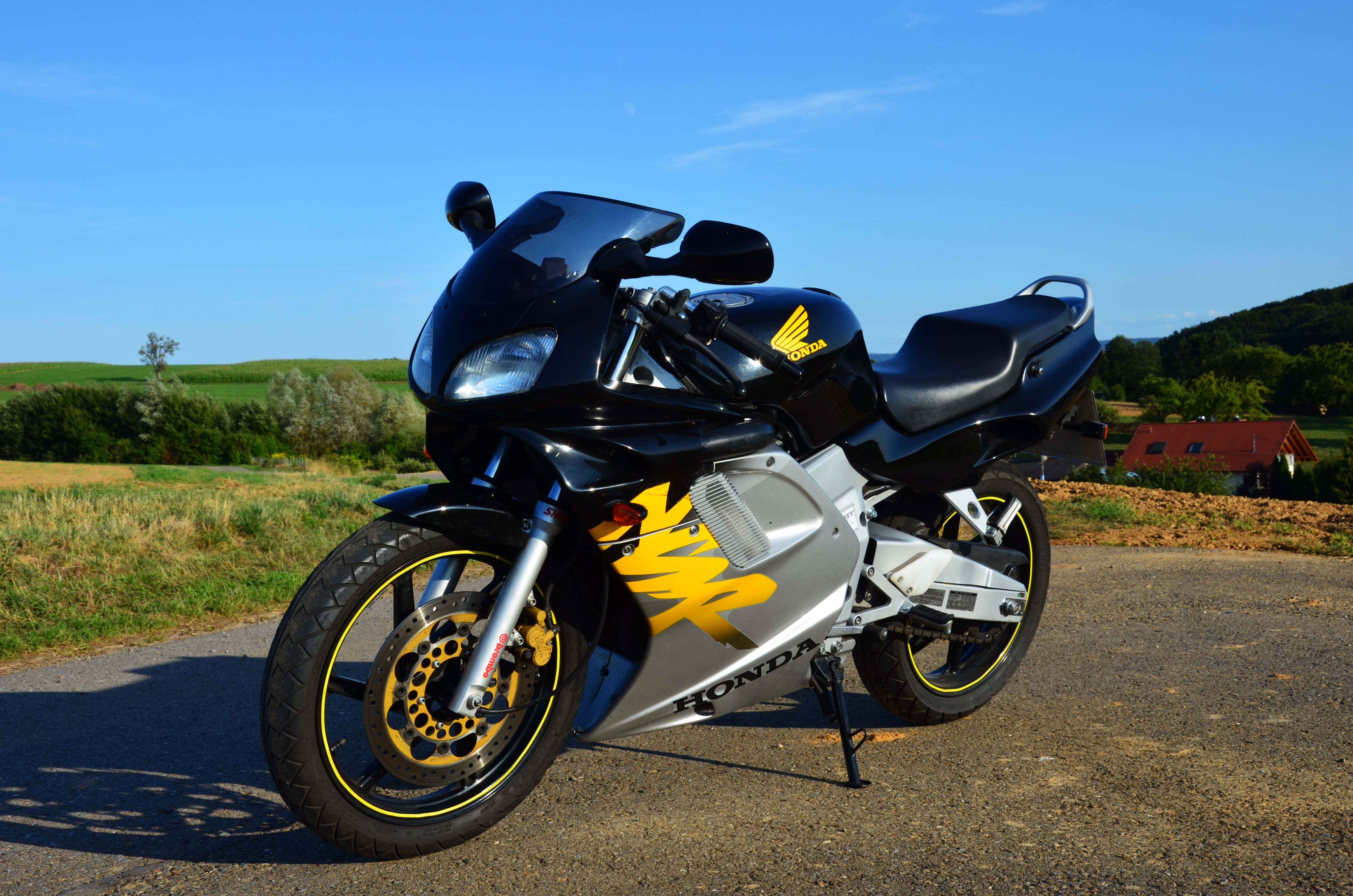
Honda NSR 125 JC 22

## Rennvariante
Die wesentlich seltenere Rennvariante NSR 125 SP (Sport Production) trägt die Modellbezeichnung JD 00 und hat laut Hersteller 25 kW (34 PS) und eine Höchstgeschwindigkeit von 168 km/h. Die höhere Leistung wurde hier in erster Linie durch eine Rennauspuffanlage des Herstellers Solfer erreicht. Weitere Modifikationen sind die Doppelzündung „PGM3“ und das Fehlen des Elektrostarters (nur Kickstarter). Ferner haben die SP-Modelle ein verbessertes Fahrwerk mit White-Power-Federbein oder Marzocchi-Federbein, eine Tankanzeige (dafür keine Reserve) und einen anderen Zylinder mit ovalem Auslass und geändertem Zylinderkopf mit geändertem Brennraum. Des Weiteren ist die Federung vorne und hinten luftunterstützt, zusätzlich hat das Federbein eine Einstellmöglichkeit für die Dämpfung in Zug- und Druckstufe.

## Technische Daten
| Motor                   | Flüssigkeitsgekühlter Einzylinder-Zweitaktmotor |
| Bohrung × Hub           | 54 × 54,5 mm |
| Radstand                | 1355 mm |
| Sitzhöhe                | 792 mm |
| Bodenfreiheit           | 135 mm |
| Tankinhalt              | 13 Liter (inkl. 2,8 Liter Reserve) |
| Räder Vorn/Hinten       | Leichtmetallgussräder mit sechs Speichen |
| Bereifung Vorn          | 100/80-17 52S |
| Bereifung Hinten        | JC20: 130/70/18 JC22: 130/70-17 62S |
| Radaufhängung Vorn      | 35-mm-Ø-Teleskopgabel, 118 mm Federweg |
| Radaufhängung Hinten    | Stahlschwinge mit Pro-Link-System, 125 mm Federweg |
| Bremsen Vorn            | 318-mm-Ø-Einscheibenbremse mit Doppelkolbenbremszange und Sintermetallbremsbelägen |
| Bremsen Hinten          | 220-mm-Ø-Einscheibenbremse mit Einkolbenbremszange und Sintermetallbremsbelägen |
| Trockengewicht          | 136 kg (1997er-Modell) 144 kg (2001er-Modell) |
| Höchstgeschwindigkeiten | - Gedrosselt (Auspuffdrossel, Blackbox, Ritzel mit 12 Zähnen): 80–90 km/h (11 kW/15 PS) - Mechanisch gedrosselt (Vergaser Einlassscheibe, Vergaser Auslassscheibe, Ritzel mit 12 Zähnen): 90–100 km/h (11 kW / 15 PS) - Halboffen (Auspuffdrossel vorhanden, Ritzel mit 14 Zähnen): 125 km/h (11 kW/15 PS) - KBS Ausführung: 150 km/h (18 kW/24 PS bei 9500/min) Gilardoni-F-Zylinder, CI639-CDI, TV124-Auslasssteuerung - KY4 Ausführung: 158 km/h (21 kW/28 PS bei 10000/min) Gilardoni-I-Zylinder, CI626-CDI, TV78-Auslasssteuerung - NSR125 SP: 168 km/h (25 kW/34 PS bei 10500/min) Gilardoni-SP-Zylinder, PGM3-CDI/Auslasssteuerung |